# Økosystem
Et økosystem bruges til at beskrive et komplet miljø i naturen med alle levende organismer og ikke levende elementer.
Det første grundprincip i økologi er, at hver levende organisme har et løbende og vedvarende forhold til ethvert andet element, der indgår i dens miljø.
Derfor er det afgørende at se alle økologiske forhold som led i systemers udvikling.
I de seneste år har det været praksis blandt forskere at reducere økologiske forhold til deres bestanddele, men økosystemer er andet og mere end summen af deres elementer.
Økologi er en holistisk videnskab, og viden på dette område består ikke kun i måling og statistiske beregninger af f.eks. populationer, blodtyper eller træers statik.

## Definition
Økosystemer er blevet defineret på mange måder:
Fra et biologisk synspunkt kan økosystemet defineres som biocønosen (dvs. livsfællesskabet) på dens biotop (levested).
Fra et fysisk standpunkt kan definitionen lyde: økosystemet er producenter + konsumenter + destruenter + stofkredsløb + energistrøm.
Endelig kan økosystemet defineres ud fra en mere dagligdags synsvinkel: det er en situation, hvor man kan iagttage udveksling mellem organismer og deres miljø, en økotop.
--”Et økosystem er et afgrænset område i naturen, hvor der sker et samspil mellem levende organismer og deres omgivende miljø.”--

## Oversigt
Økosystemet består af to enheder: Helheden af alt levende (der samlet kaldes biocønosen) og de omgivelser, som livet findes i, biotopen. Inden for økosystemet er arterne indbyrdes forbundet i fødenettet og afhængige af hinanden i fødekæden, og de udveksler bioenergi og stof med hinanden og med deres miljø.
Begrebet økosystem kan anvendes om helheder af forskellig størrelse: et vandhul, en dyrket mark eller et dødt træ. En enhed af mindre størrelse hedder et mikroøkosystem. Det kan f.eks. være en sten og alt livet under den. Et mesoøkosystem kunne være f.eks. en skov, og et makroøkosystem kunne være en hel økoregion, afgrænset af dens vandskel.
I en helt ny artikel påviser forfatterne, at "miljømæsssige og værtsafhængive faktorer forklarer størstedelen af diversiteten hos ektomykorrhizatyperne, at miljømæssige skelnemærker har behov for tilpasning, når de skal bruges som vigtige værktøjer i bedømmelsen af økosystemer, og at vigtigheden af jordbundens type og udviklingsgrad har været undervurderet indtil nu

## Forskning
De væsentligste spørgsmål, når man undersøger økosystemer, er følgende:
- Hvad er økosystemets dynamik og ændringer?
- I hvilken grad er den nuværende tilstand i økosystemet stabil?
- Hvordan fungerer et økosystem i lokal, regional og global skala?
- Hvad er værdien af et økosystem? Det kan opgøres i et 'grønt' nationalregnskab.
- Hvordan kan økosystemers funktioner gavne mennesker? Den gavn, vi får kaldes økosystemtjenester.

## Klassificering
Økosystemer klassificeres ofte med henvisning til deres biotoper, og på den måde kan man nævne følgende økosystemer:
- kontinentalt økosystem (eller landjordens økosystem), f.eks. skovøkosystemer, græslandøkosystemer (enge, stepper, savanner) eller agro-økosystemer (jordbrugssystemer).
- ferskvandsøkosystem f.eks. økosystem i stillestående vand (søer, vandhuller) eller økosystem i rindende vand (floder, åer, bække)
- havøkosystem, f.eks. oceanøkosystem eller marskøkosystem.

En anden klassifikation kan laves ved at henvise til økosystemernes samfund, f.eks. et humanøkosystem eller et epifytøkosystem.

## Faktorer i økosystemet
- Abiotiske faktorer:
  - Lys
  - Temperatur
  - Iltniveau
  - Nedbørsmængde
  - Luftfugtighed
  - Jordtype
- Biotiske faktorer:
  - Populationer
  - Producenter
  - Konsumenter
  - Nedbrydere